# Латыпов, Хикмат Саидович
Хикмат Саидович Латыпов (встречается, как Латипов) (узб. Hikmat Latipov; 1900, Бухара, Бухарский эмират, протекторат Российской империи — 3 февраля 1981, Ташкент, Узбекская ССР) — узбекский советский актёр театра и кино, режиссёр, театральный деятель. Народный артист Узбекской ССР (1950).

## Биография
В раннем детстве остался круглым сиротой, батрачил. За парту сел после революции. В 1922 году поступил в организованную в Бухаре драматическую труппу. В 1922—1924 годах — актёр и режиссёр Бухарского драматического театра (ныне Бухарский областной музыкально-драматический театр имени С. Айни).
В 1924 году вместе с группой талантливой молодежи был направлен на учёбу в Москву в драматическую студию. После её окончания в 1927 году стал актером драмтеатра им. Хамзы, на сцене которого создал более ста образов (1933—1960). В 1932—1933 годах — режиссёр театра в городе Ош в Киргизии.
Снимался в кино, в основном, на киностудии «Узбекфильм» — с 1937 года.
С 1961 года — на пенсии.
Образы, созданные Х Латыповым, отличались большой выразительностью, характером, глубоким и правдивым раскрытием идейной и социальной сущности образа и внутреннего мира героя. Выразительная сценическая речь, совершенство мимики и грима, отличались своей простотой и жизненной достоверностью.

## Избранная фильмография
- 1979 — Триптих — старик
- 1978 — Ясные Ключи — Хамракул-бува
- 1978 — Хорезмийская легенда — мастер Матьякуб, дедушка Пулата
- 1975 — Человек уходит за птицами — нищий странствующий старик
- 1975 — Преодолей себя — Кошчи-бобо
- 1973 — Чинара — Ачил-Бува
- 1972 — Семург — Хайдар-Бобо
- 1971 — Неожиданное рядом — Мавлянов
- 1971 — Драма любви — отец Махкама
- 1970 — Без страха — Ибрагим
- 1970 — Чрезвычайный комиссар — мельник
- 1969 — Завещание старого мастера — Махкам-ака Махмудов, председатель махаллинской комиссии
- 1969 — Джура Саркор — Джура Саркор
- 1969 — Сыны отечества — смотритель музея
- 1968 — Красные пески — шейх Ходжа
- 1968 — Дилором — тюремщик
- 1967 — Три тополя на Плющихе — дедушка Садык
- 1967 — Ташкент — город хлебный — бай
- 1967 — Подвиг Фархада — хлопкороб (нет в титрах)
- 1967 — Войди в мой дом — караульный
- 1966 — Тайна пещеры Каниюта — старый Мансур
- 1966 — Колокол Саята — Гани-ата
- 1966 — Белые, белые аисты — Шукур-ата
- 1965 — Родившийся в грозу — паромщик
- 1965 — Прозрение — вожак
- 1965 — Листок из блокнота — декханин
- 1964 — Трудный путь — пассажир
- 1964 — Канатоходцы — Камил-ата
- 1964 — Звезда Улугбека — Сайид Абид
- 1963 — Самолёты не приземлились — железнодорожник
- 1960 — Хамза — шейх (нет в титрах)
- 1956 — Священная кровь — Ярмат
- 1956 — Авиценна — фанатик
- 1955 — Встретимся на стадионе — старик-отец
- 1947 — Алишер Навои — шут (нет в титрах)
- 1945 — Тахир и Зухра — придворный (нет в титрах)
- 1939 — Азамат — чилимщик
- 1937 — Клятва — Хаким-раис, председатель сельсовета